# تپه سوخته مال امیری سفلی
تپه سوخته مال امیری سفلی مربوط به دوره ساسانیان است و در شهرستان صحنه، بخش مرکزی، روستای مال امیری سفلی واقع شده و این اثر در تاریخ ۳۰ تیر ۱۳۸۴ با شمارهٔ ثبت ۱۲۲۰۴ به‌عنوان یکی از آثار ملی ایران به ثبت رسیده است.